# Destacamento de Inteligencia 121
El Destacamento de Inteligencia 122 (Dest Icia 122) fue una unidad de inteligencia del Ejército Argentino con base en la Guarnición Militar Rosario.

## Historia
Durante el terrorismo de Estado en Argentina, el reglamento del Ejército Argentino establecía que las grandes unidades de combate, es decir, las brigadas, podían recibir apoyo de inteligencia mediante destacamentos, compuestos por interrogadores, intérpretes, etc. El Destacamento de Inteligencia 122 era una unidad dependiente del Comando del II Cuerpo de Ejército y con base en la ciudad de Santa Fe.
El registro más antiguo sobre su existencia data de 1975. En ese año, el 121 participó del Operativo Independencia enviando personal especializado al III Cuerpo de Ejército y la V Brigada de Infantería, que actuaban en aquella operación desarrollada en la provincia de Tucumán. En octubre de ese año, el general de brigada Roberto Eduardo Viola dictó la directiva 404/75, que ordenaba los roles a cumplir por las diferentes unidades militares en la autodenominada «lucha contra la subversión». Para la inteligencia, dictó, entre otras cosas,  [sic] «un fluido y permanente intercambio informativo entre las unidades de inteligencia y el Batallón de Inteligencia 601 […]».